# Aalborg Forsvars- og Garnisonsmuseum
|
Aalborg Forsvars- og Garnisonsmuseum er et forsvarshistorisk museum beliggende i Aalborgs vestby. Det er indrettet i forbindelse med en stor hangar, som tidligere var en del af den vandflyveplads med navnet Seefligerhorst Aalborg, som blev oprettet af tyskerne under 2. verdenskrig. Museet er en selvejende institution, som ikke modtager offentlige tilskud til driften.
Museet åbnede den 22. juni 2002 og har siden konstant øget sine udstillinger. Museet dækker alle grene af det danske totalforsvar herunder specielt: Hæren, Flyvevåbnet, Hjemmeværnet, Politiet og Redningsberedskabet (Civilforsvaret). Endvidere findes omfattende udstillinger om Danmark under 2. verdenskrig samt om Aalborg som garnisonsby. Museet har i 2009 bygget endnu en udstillingshal i forbindelse med den gamle hangar og dækker nu med sine udstillinger et areal på ca. 15.000 m², heraf ca. 5000 m² under tag.Museet har gravet vandflyvepladsens kommandobunker fri og den er nu indrettet som en del af museets udstillingsareal. I bunkeren findes bl.a. udstillinger om de tre tyske flyvepladser i Aalborg samt om lejrene for de tyske flygtninge i Aalborg efter krigens ophør.
Totalforsvarets myndigheder har bidraget til at tilvejebringe de fleste af museets udstillingsgenstande, specielt det tunge materiel som køretøjer og jagerfly. Museets udstillinger lægger vægten på forholdene under 2. verdenskrig og tiden siden krigen. Museet dækker således med sine udstillinger, som det eneste i Danmark, i meget stor udstrækning det materiel, som totalforsvaret i Danmark havde til rådighed under den kolde krig.